# 고중명
고중명(高重明, 1681년~1765년)은 조선의 문신이다.

## 생애
1681년에 조선 충청도 음성에서 태어난 그는 1712년에 정과(庭科) 무과(武科)에 급제해 1720년에 정의현감(旌義縣監), 1727년에 장기현감에 제수되었다. 이후 1756년에 첨지중추부사(僉知中樞府事), 1760년에 가선대부(嘉善大夫)를 1763년에 가의대부(嘉義大夫)를 지냈다.